# NGC 3363
NGC 3363 (również PGC 32089 lub UGC 5866) – galaktyka spiralna (Sc), znajdująca się w gwiazdozbiorze Lwa. Odkrył ją Édouard Jean-Marie Stephan 22 marca 1882 roku.
W galaktyce tej zaobserwowano supernową SN 2005Z.